# Bolivia i olympiska sommarspelen 1968
Bolivia deltog med fyra deltagare vid de olympiska sommarspelen 1968 i Mexico City. Ingen av landets deltagare erövrade någon medalj.